# Phân thứ bộ Ve bướm
Phân thứ bộ Ve bướm (danh pháp khoa học: Fulgoromorpha) là một phân thứ bộ côn trùng được xếp vào phân bộ Ve-rầy, chứa hơn 12.500 loài đã được mô tả trên toàn thế giới. Phân thứ bộ Ve bướm gồm 2 liên họ là liên họ Ve bướm (Fulgoroidea) và liên họ Rầy nâu (Delphacoidea).

## Phân loại
Một số nhà phân loại học sử dụng danh pháp Archaeorrhyncha thay cho Fulgoromorpha.
Các họ còn tồn tại của liên họ Ve bướm (Fulgoroidea) là:
- Acanaloniidae (Họ Ve sầu bướm cánh tròn)
- Achilidae (Họ Rầy chồng cánh)
- Achilixiidae
- Caliscelidae
- Derbidae (Họ Rầy cánh dài)
- Dictyopharidae (Họ Rầy đầu dài)
- Eurybrachidae (= Eurybrachyidae)
- Flatidae (Họ Ve sầu bướm)
- Fulgoridae (Họ Ve sầu đầu dài)
- Gengidae
- Hypochthonellidae
- Issidae (Họ Rầy cánh ngắn) (đôi khi chứa cả Caliscelidae)
- Kinnaridae
- Lophopidae
- Meenoplidae
- Nogodinidae (Họ Ve sầu ngài)
- Ricaniidae (Họ Ve sầu bướm xám)
- Tettigometridae
- Tropiduchidae (Họ Rầy gân lưới ngọn cánh)

Liên họ Rầy nâu (Delphacoidea) gồm các họ còn tồn tại sau:
- Cixiidae
- Delphacidae (Họ Rầy nâu)

Các họ đã tuyệt chủng gồm có:
- †Dorytocidae Emeljanov and Shcherbakov 2018, đơn loài, hổ phách Miến Điện, tầng Cenoman
- †Fulgoridiidae Handlirsch 1939 Early-Upper Jurassic, lục địa Á-Âu
- †Jubisentidae Zhang et al. 2019 Hổ phách Miến Điện, tầng Cenoman
- †Katlasidae Luo et al. 2020, đơn loài, hổ phách Miến Điện, tầng Cenoman
- †Lalacidae Hamilton 1990 Crato Formation, Hệ tầng Lushangfen Brasil, hệ tầng Nghĩa Huyền, Trung Quốc, tầng Apt
- †Mimarachnidae Shcherbakov 2007 Phấn Trắng sớm- đầu Phấn trắng muộn, lục địa Á-Âu
- †Neazoniidae Szwedo 2007 Hổ phách Liban, tầng Barrême, hổ phách Charente, Pháp, tầng Cenoman
- †Perforissidae Shcherbakov 2007 Phấn Trắng sớm- đầu Phấn trắng muộn, Argentina, Liban, Mông Cổ, Myanmar, Nga, Tây Ban Nha, New Jersey
- †Qiyangiricaniidae Szwedo et al. 2011 đơn loài, hệ tầng Guanyintan, Trung Quốc, tầng Toarc
- †Weiwoboidae Lin et al. 2010 đơn loài, Vân Nam, Trung Quốc, thế Eocen
- †Szeiiniidae Zhang et al. 2021 đơn loài, Thiểm Tây, Trung Quốc, Trias muộn
- †Yetkhatidae Song et al. 2019 Hổ phách Miến Điện, tầng Cenoman

## Hình ảnh

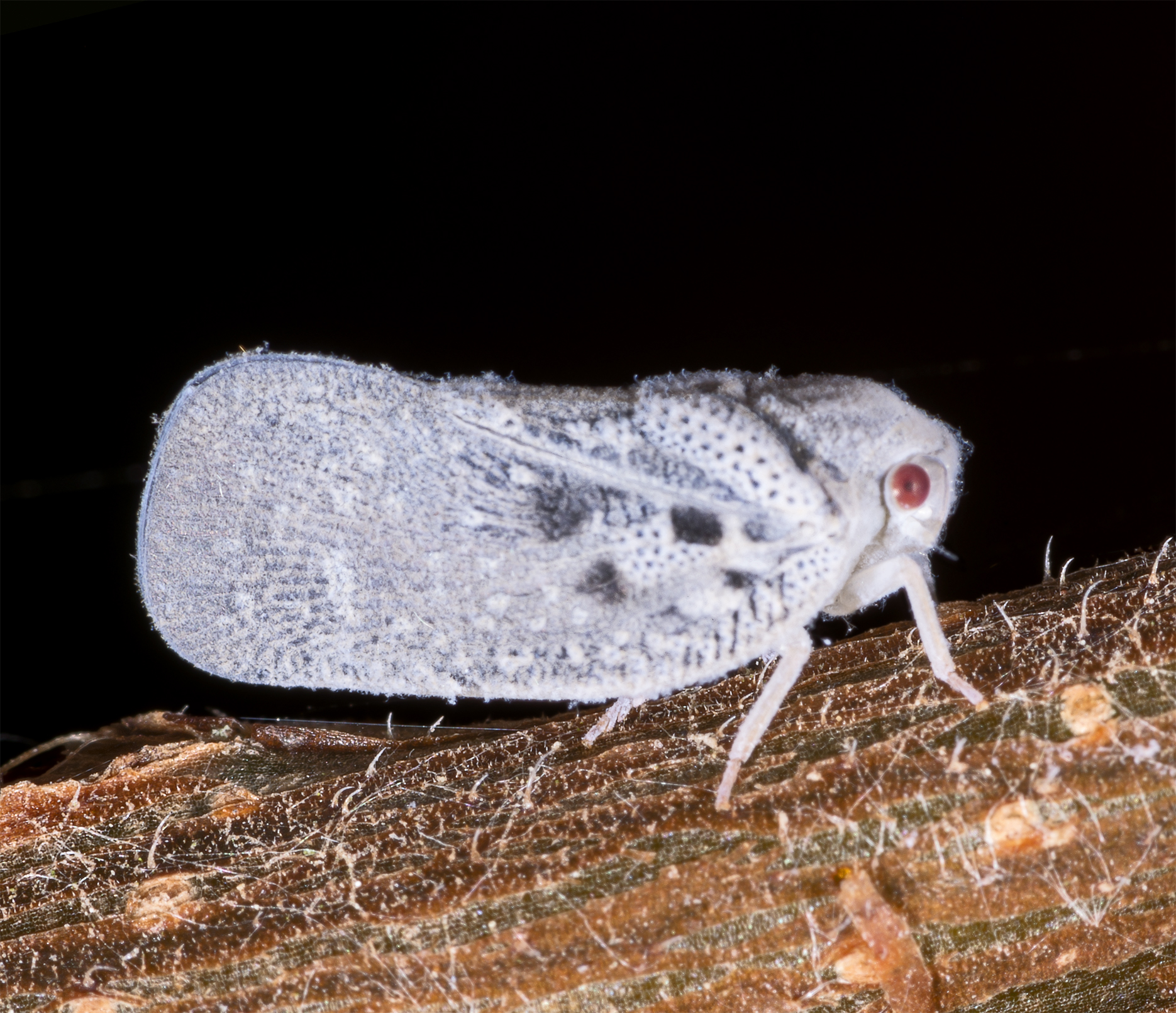
Metcalfa pruinosa (Flatidae)
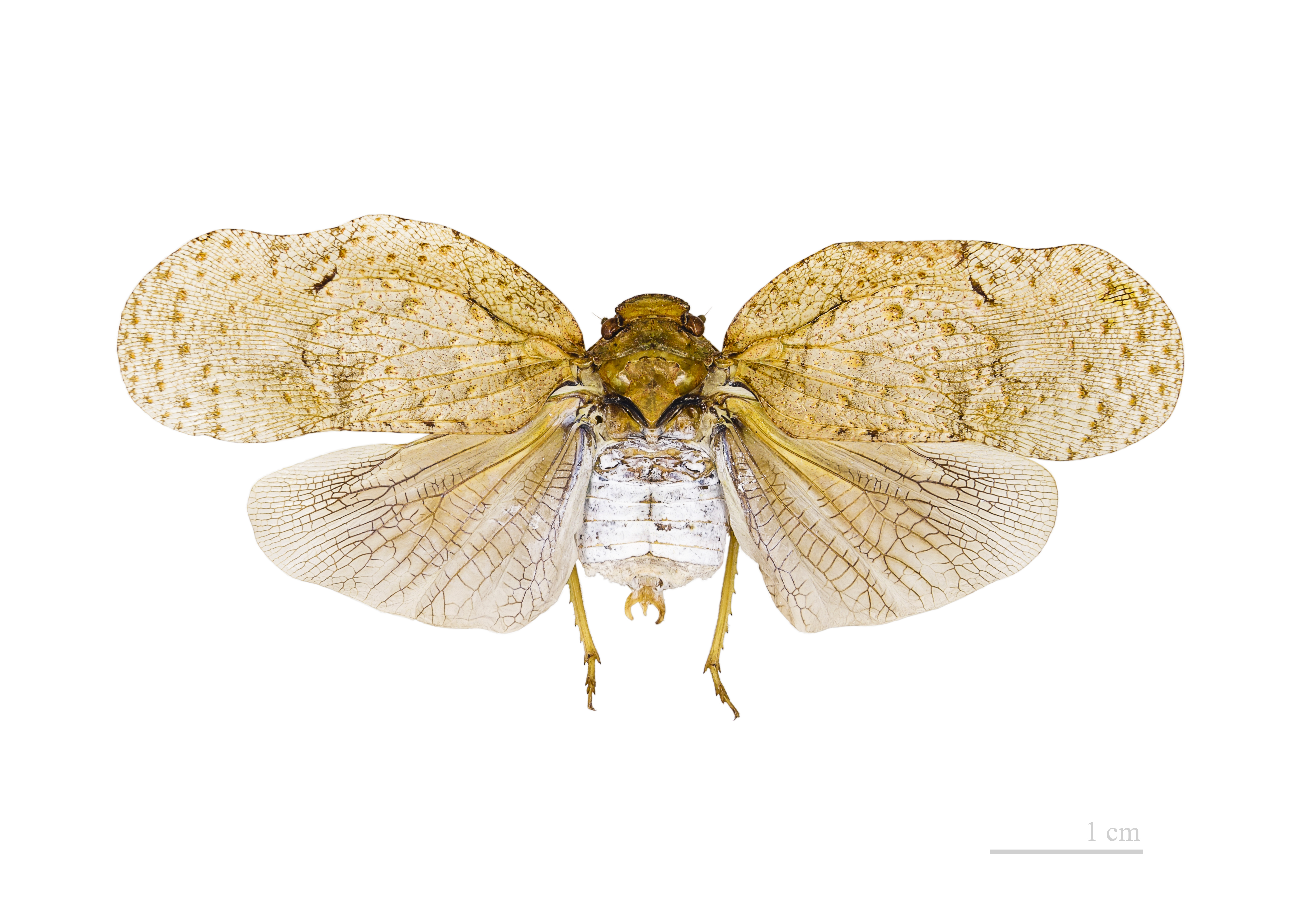
Flatolystra verrucosa (Fulgoridae)
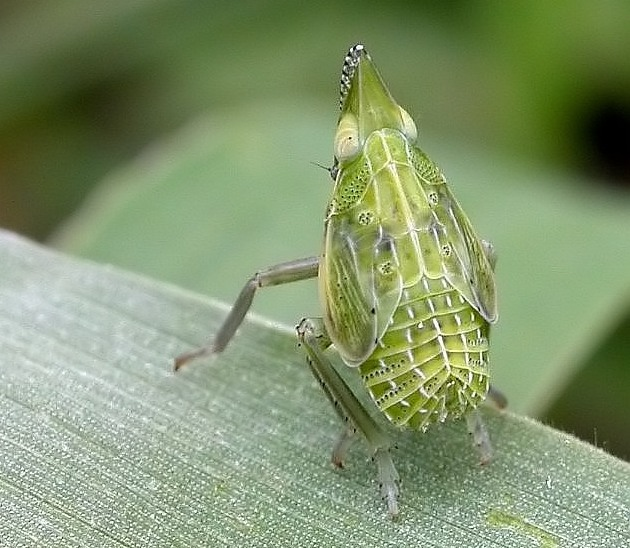
nhộng của Dictyophara europaea (Dictyopharidae)
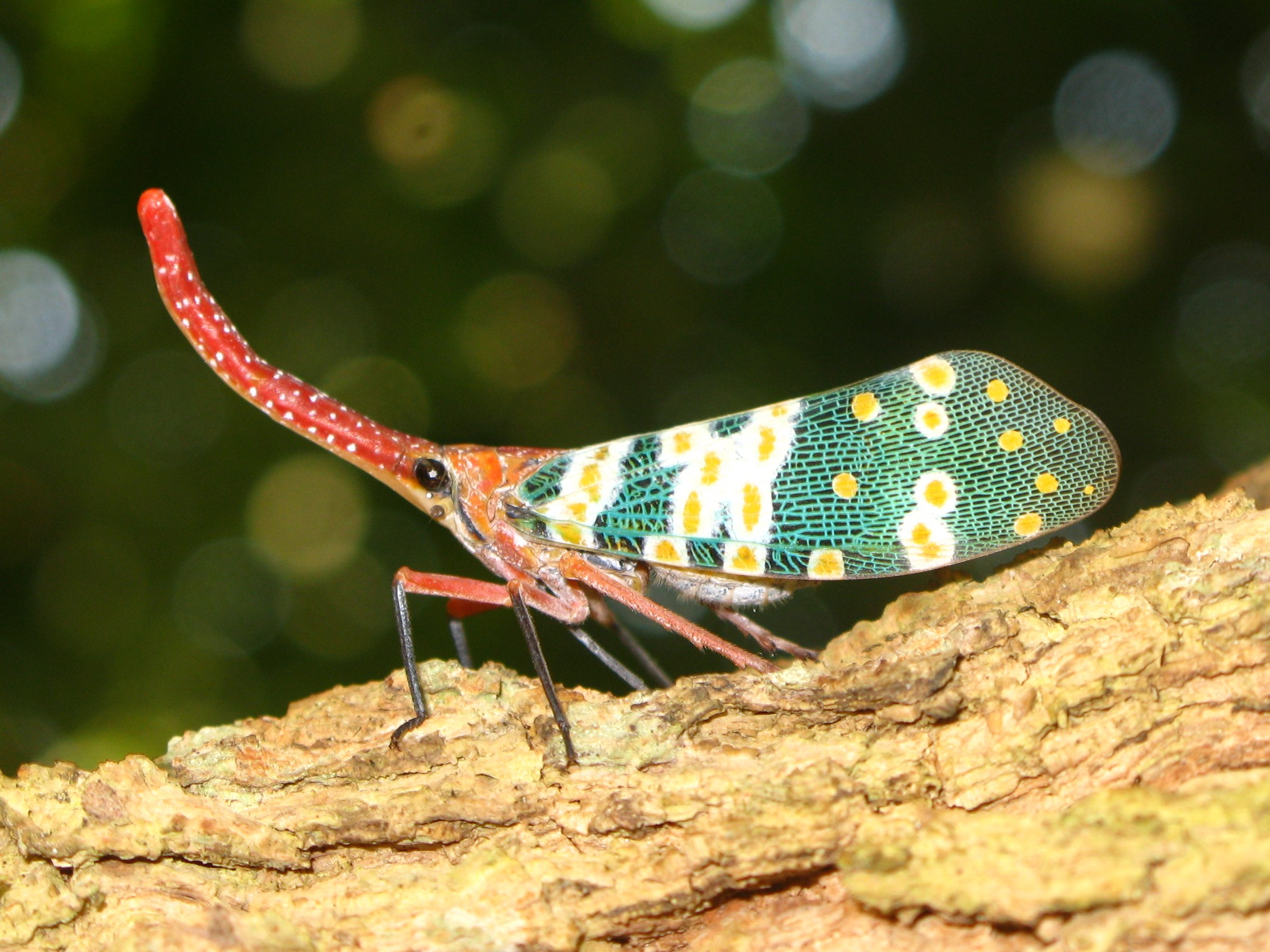
Pyrops candelaria (Fulgoridae)
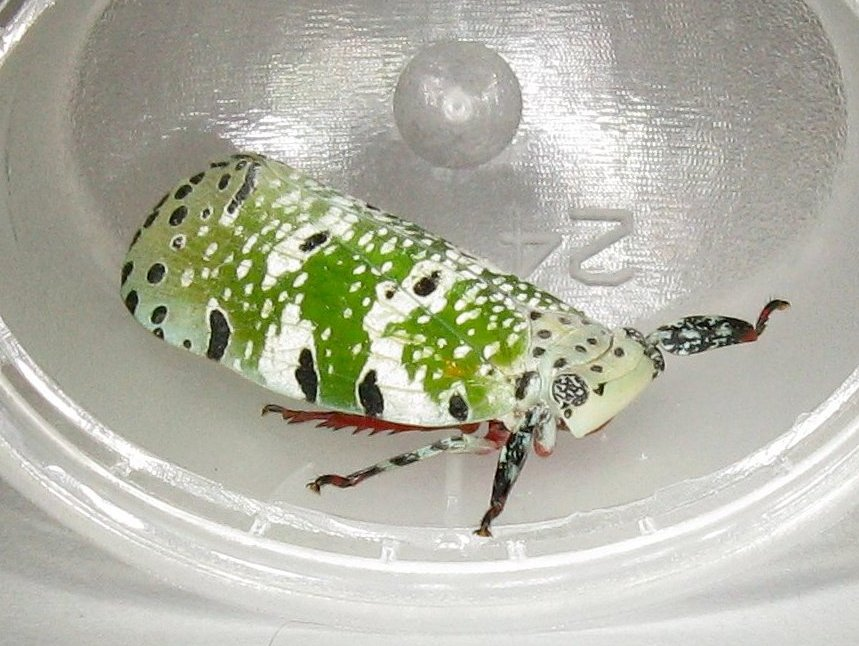
Paropioxys jucundus (Eurybrachidae)
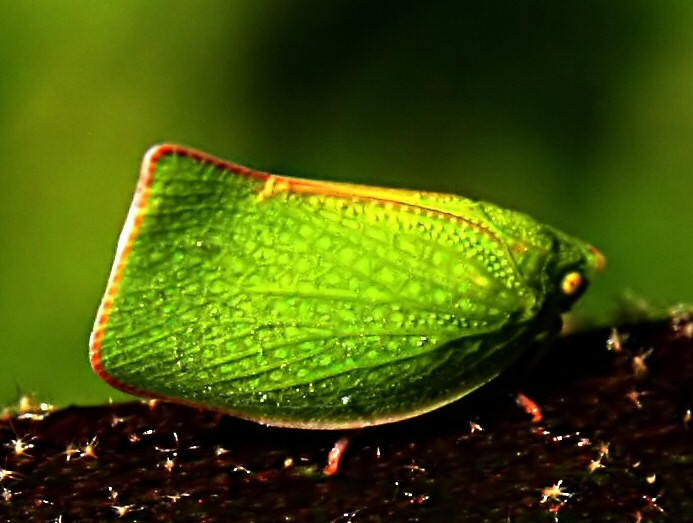
Siphanta acuta (Flatidae)
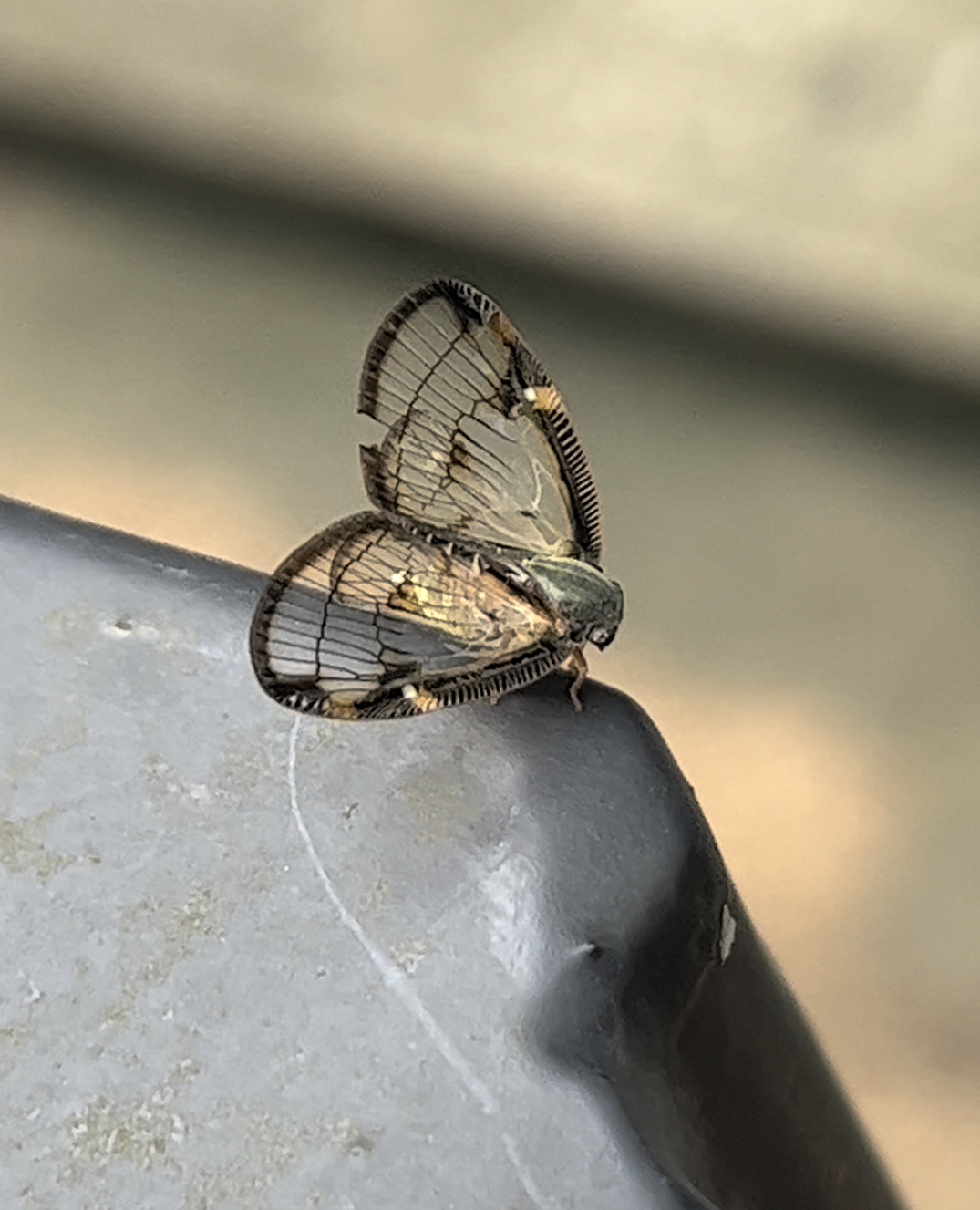
Euricania facialis (Ricaniidae)
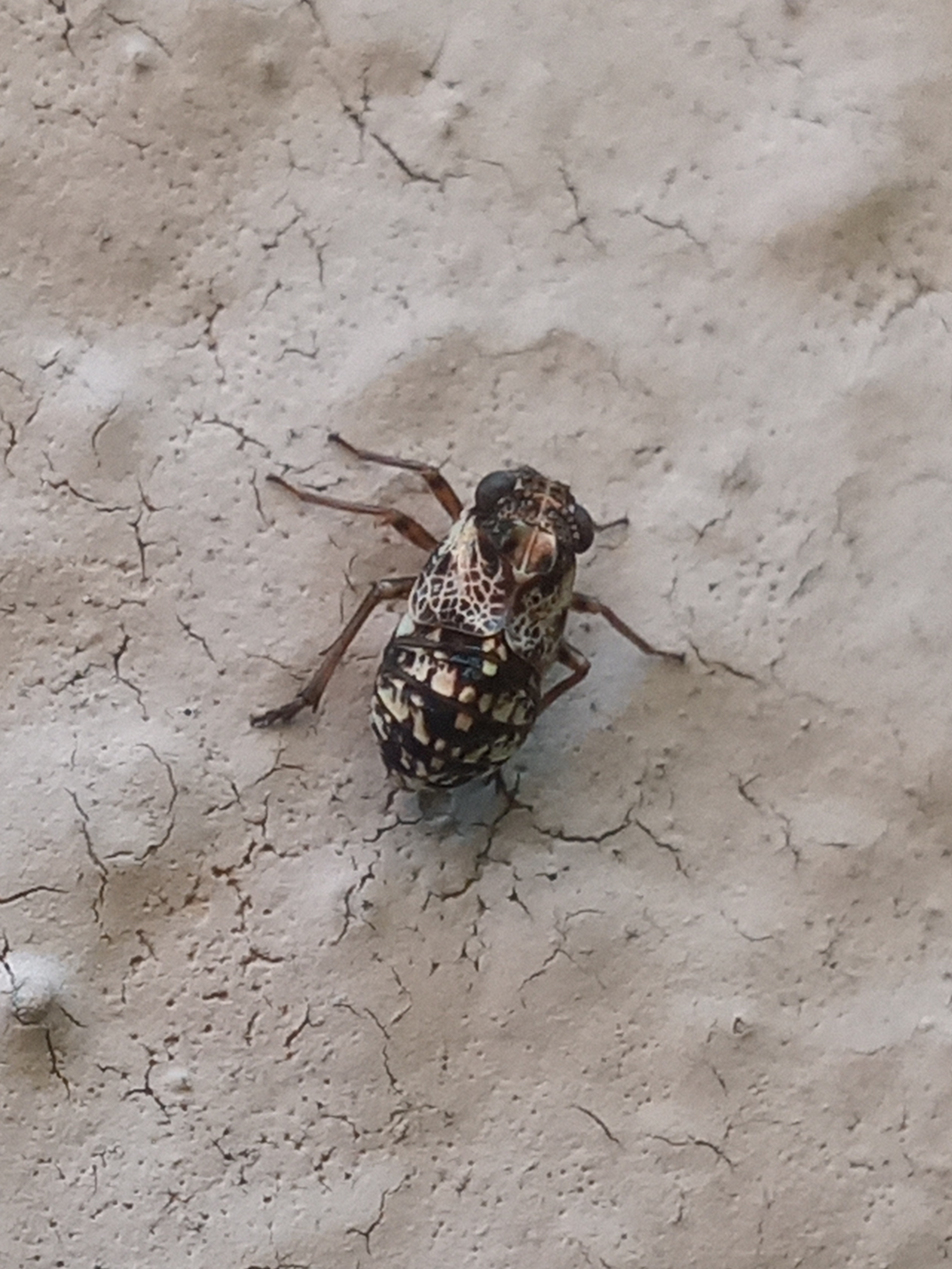
Bruchomorpha decorata (Caliscelidae)